# Curie (Église catholique)
 (mai 2019).
Si vous disposez d'ouvrages ou d'articles de référence ou si vous connaissez des sites web de qualité traitant du thème abordé ici, merci de compléter l'article en donnant les références utiles à sa vérifiabilité et en les liant à la section « Notes et références ».
Pour les articles homonymes, voir Curie.
Une curie est un organe officiel qui régit une Église particulière dans l'Église catholique. Ces curies vont de la curie diocésaine relativement simple aux grandes curies patriarcales, et se terminent par la curie romaine, qui est le gouvernement central de l'Église catholique. D'autres organismes catholiques, tels que des instituts religieux (en), peuvent également avoir des curies. Par exemple, la Légion de Marie a un rang appelé la Curie. Il se situe au-dessus du Praesidium mais en dessous de la Regia. La curie est responsable de plusieurs Praesidia.
Ces curies sont historiquement originaires de la curie romaine, et ils gardent ce nom même si elles ont maintenant des fonctions très différentes.
Lorsque l'Empire romain s'effondre, de nombreuses fonctions administratives précédemment assumées par l'État ont été remplacées par la seule institution solide restante, à savoir l'Église. L'évêque et la curie ont pris la place des représentants du gouvernement, allant souvent jusqu'à s'asseoir sur la même chaise dans le même édifice. La Curie est donc passée aux mains des religieux et a ensuite changé de fonctions à maintes reprises, tout en conservant son nom traditionnel, du moins dans les dénominations chrétiennes qui conservent une forte continuité avec la tradition apostolique.

## Curie diocésaine
Chaque diocèse et chaque éparchie a une curie composée des principaux responsables du diocèse. Ces responsables assistent l'évêque diocésain dans la gestion de l'église en question.
Cette curie diocésaine comprend le vicaire général, qui est normalement aussi le modérateur de la curie, les vicaires épiscopaux, le chancelier de la curie, les vice-chanceliers et les notaires, ainsi qu'un responsable financier et un conseiller financier. L'évêque peut également ajouter d'autres fonctionnaires de son choix.

## Curie patriarcale
Les patriarcats et archiépiscopats majeurs des églises catholiques orientales ont une assemblée appelée la curie patriarcale, qui assiste le patriarche ou l'archevêque majeur dans l'administration de l'église sui juris. La curie patriarcale est distincte de la curie diocésaine ou éparchalique du patriarche ou du diocèse ou éparchie de l'archevêque majeur.
La curie patriarcale comprend le synode permanent de l'Église, le chancelier, le chancelier adjoint et les notaires, le responsable patriarcal des finances, la commission liturgique patriarcale et d'autres commissions patriarcales, ainsi que le tribunal patriarcal. Jusqu'à trois évêques peuvent être élus spécifiquement pour servir dans la curie patriarcale.

## Curie romaine
La curie romaine est l'ensemble des organismes du Saint-Siège appelés dicastères qui assistent le pape dans le gouvernement de l'Église catholique. Pour mieux répondre aux besoins de l’Église universelle, la Curie romaine a été réorganisée par Paul VI après Vatican II (1963-1965). Elle comprend la Secrétairerie d'État ou Secrétariat du Pape, les Conseils, les Congrégations, Tribunaux et autres Instituts ; leur constitution et compétence sont définies par la loi particulière. Une meilleure solution est apportée aux problèmes posés grâce à la présence de collaborateurs choisis dans le monde entier.